# Esports World Cup 2024 – Apex Legends
Trò chơi Apex Legends là 1 bộ môn thi đấu tại Esports World Cup 2024, tổ chức tại Riyadh, Ả Rập Xê Út, từ ngày 1 đến ngày 4 tháng 8 năm 2024. Có tổng cộng bốn mươi đội tham gia giải đấu này.

## Thể thức

### Tính điểm
- Điểm số của các đội được tính theo công thức: Điểm tổng bằng tổng của Điểm thứ hạng và Điểm hạ gục.
  - Mỗi 1 mạng hạ gục có được, đội được tính 1 điểm hạ gục.
  - Còn Điểm thứ hạng được tính dựa trên thứ hạng của đội trong trận đấu theo bảng sau:

| Thứ hạng | Điểm thứ hạng |
| -------- | ------------- |
| 1        | 12            |
| 2        | 9             |
| 3        | 7             |
| 4        | 5             |
| 5        | 4             |
| 6-7      | 3             |
| 8-10     | 2             |
| 11-15    | 1             |
| 15-20    | 0             |

### Vòng bảng
- 40 đội sẽ được chia thành 2 bảng, mỗi bảng 20 đội và thi đấu 10 trận tính điểm.
  - 9 đội đứng đầu mỗi bảng đủ điều kiện vào Vòng Chung kết.
  - Đội đứng thứ 10 đến thứ 19 của mỗi bảng đủ điều kiện vào Vòng loại.
  - Đội đứng thứ 20 mỗi bảng bị loại khỏi giải đấu.

### Vòng loại
- 20 đội tham gia thi đấu 10 trận tính điểm.
  - 2 đội đứng đầu đủ điều kiện vào Vòng Chung kết.
  - Các đội còn lại bị loại bị loại khỏi giải đấu.

### Vòng Chung kết
- 20 đội tham gia thi đấu 10 trận tính điểm theo thể thức Match Point.
  - Đội đầu tiên đạt 60 điểm Match Point và sau đó giành vị trí thứ nhất trong các trận đấu tiếp theo sau khi đủ điểm Match Point là đội vô địch.
  - Các đội còn lại được xếp hạng theo tổng số điểm được họ giành được trong loạt trận.

## Các đội tham gia
| Khu vực | Khu vực | Đội               |
| ------- | ------- | ----------------- |
| EMEA    | EMEA    | Alliance          |
| EMEA    | EMEA    | Aurora Gaming     |
| EMEA    | EMEA    | Blacklist Int.    |
| EMEA    | EMEA    | DMS               |
| EMEA    | EMEA    | EXO Clan          |
| EMEA    | EMEA    | FaZe Clan         |
| EMEA    | EMEA    | Gaimin Gladiators |
| EMEA    | EMEA    | Natus Vincere     |
| EMEA    | EMEA    | Ninjas in Pyjamas |
| Châu Mỹ | Bắc Mỹ  | Disguised         |
| Châu Mỹ | Bắc Mỹ  | Elev8 Gaming      |
| Châu Mỹ | Bắc Mỹ  | Luminosity        |
| Châu Mỹ | Bắc Mỹ  | Mizuchi           |
| Châu Mỹ | Bắc Mỹ  | NRG               |
| Châu Mỹ | Bắc Mỹ  | Pioneers          |
| Châu Mỹ | Bắc Mỹ  | Spacestation      |
| Châu Mỹ | Bắc Mỹ  | Team Falcons      |
| Châu Mỹ | Bắc Mỹ  | Team Liquid       |
| Châu Mỹ | Bắc Mỹ  | TSM               |
| Châu Mỹ | Nam Mỹ  | Dragons Esports   |
| Châu Mỹ | Nam Mỹ  | E-Xolos Lazer     |
| Châu Á  | Bắc Á   | Crazy Raccoon     |
| Châu Á  | Bắc Á   | FENNEL            |
| Châu Á  | Bắc Á   | Fnatic            |
| Châu Á  | Bắc Á   | GHS Professional  |
| Châu Á  | Bắc Á   | HAO               |
| Châu Á  | Bắc Á   | NORTHEPTION       |
| Châu Á  | Bắc Á   | RED Rams          |
| Châu Á  | Bắc Á   | REJECT WINNITY    |
| Châu Á  | Bắc Á   | RIDDLE            |
| Châu Á  | Bắc Á   | TIE               |
| Châu Á  | Nam Á   | EVOS PREDATOR     |
| Châu Á  | Nam Á   | Geekay Esports    |
| Châu Á  | Nam Á   | Guild Esports     |
| Châu Á  | Nam Á   | Heroez            |
| Châu Á  | Nam Á   | LGD Gaming        |
| Châu Á  | Nam Á   | Mkers             |
| Châu Á  | Nam Á   | Twisted Minds     |
| Châu Á  | Nam Á   | Virtus.pro        |
| Châu Á  | Nam Á   | Weibo Gaming      |

## Địa điểm thi đấu
Nhà thi đấu Qiddiya, một nhà thi đấu thể thao điện tử được xây dựng có mục đích dành cho Cúp thể thao điện tử thế giới ở Thành phố Boulevard, Riyadh, tổ chức tất cả các trận đấu trong suốt giải đấu.
| Ả Rập Xê Út                | Ả Rập Xê Út         | Ả Rập Xê Út | Ả Rập Xê Út |
| -------------------------- | ------------------- | ----------- | ----------- |
| Riyadh Thành phố Boulevard |                     |             |             |
| Nhà thi đấu Qiddiya        |                     |             |             |
|                            | Thành phố Boulevard |             |             |

## Vòng bảng

### Bảng A
| Vị trí | Đội               | Điểm tổng | Trạng thái             |
| ------ | ----------------- | --------- | ---------------------- |
| 1      | Team Falcons      | 140       | Lọt vào Vòng Chung kết |
| 2      | Twisted Minds     | 105       | Lọt vào Vòng Chung kết |
| 3      | Team Liquid       | 99        | Lọt vào Vòng Chung kết |
| 4      | FaZe Clan         | 77        | Lọt vào Vòng Chung kết |
| 5      | Gaimin Gladiators | 72        | Lọt vào Vòng Chung kết |
| 6      | Luminosity Gaming | 65        | Lọt vào Vòng Chung kết |
| 7      | Aurora Gaming     | 63        | Lọt vào Vòng Chung kết |
| 8      | GHS Professional  | 53        | Lọt vào Vòng Chung kết |
| 9      | E-Xolos LAZER     | 52        | Lọt vào Vòng Chung kết |
| 10     | Crazy Raccoon     | 50        | Lọt vào Vòng loại      |
| 11     | Disguised         | 49        | Lọt vào Vòng loại      |
| 12     | Guild Esports     | 48        | Lọt vào Vòng loại      |
| 13     | Geekay Esports    | 45        | Lọt vào Vòng loại      |
| 14     | EVOS PREDATOR     | 37        | Lọt vào Vòng loại      |
| 15     | Ninjas in Pyjamas | 33        | Lọt vào Vòng loại      |
| 16     | Mkers             | 29        | Lọt vào Vòng loại      |
| 17     | RED Rams          | 29        | Lọt vào Vòng loại      |
| 18     | FENNEL            | 23        | Lọt vào Vòng loại      |
| 19     | Pioneers          | 23        | Lọt vào Vòng loại      |
| 20     | REJECT WINNITY    | 19        | Bị loại                |

### Bảng B
| Vị trí | Đội                 | Điểm tổng | Trạng thái             |
| ------ | ------------------- | --------- | ---------------------- |
| 1      | Alliance            | 107       | Lọt vào Vòng Chung kết |
| 2      | EXO Clan            | 88        | Lọt vào Vòng Chung kết |
| 3      | Elev8 Gaming        | 81        | Lọt vào Vòng Chung kết |
| 4      | Mizuchi             | 70        | Lọt vào Vòng Chung kết |
| 5      | Blacklist Int.      | 67        | Lọt vào Vòng Chung kết |
| 6      | Dragons Esports     | 64        | Lọt vào Vòng Chung kết |
| 7      | LGD Gaming          | 58        | Lọt vào Vòng Chung kết |
| 8      | Fnatic              | 57        | Lọt vào Vòng Chung kết |
| 9      | DMS                 | 52        | Lọt vào Vòng Chung kết |
| 10     | Virtus.pro          | 50        | Lọt vào Vòng loại      |
| 11     | Weibo Gaming        | 49        | Lọt vào Vòng loại      |
| 12     | TSM                 | 49        | Lọt vào Vòng loại      |
| 13     | Natus Vincere       | 49        | Lọt vào Vòng loại      |
| 14     | NRG                 | 49        | Lọt vào Vòng loại      |
| 15     | HAO                 | 43        | Lọt vào Vòng loại      |
| 16     | NORTHEPTION         | 40        | Lọt vào Vòng loại      |
| 17     | TIE                 | 40        | Lọt vào Vòng loại      |
| 18     | Spacestation Gaming | 37        | Lọt vào Vòng loại      |
| 19     | Heroez              | 28        | Lọt vào Vòng loại      |
| 20     | RIDDLE              | 22        | Bị loại                |

## Vòng loại
| Vị trí | Đội                 | Điểm tổng | Trạng thái             |
| ------ | ------------------- | --------- | ---------------------- |
| 1      | Guild Esports       | 94        | Lọt vào Vòng Chung kết |
| 2      | Spacestation Gaming | 89        | Lọt vào Vòng Chung kết |
| 3      | TSM                 | 81        | Bị loại                |
| 4      | NORTHEPTION         | 80        | Bị loại                |
| 5      | FENNEL              | 65        | Bị loại                |
| 6      | Virtus.pro          | 62        | Bị loại                |
| 7      | HAO                 | 62        | Bị loại                |
| 8      | Disguised           | 61        | Bị loại                |
| 9      | NRG                 | 56        | Bị loại                |
| 10     | RED Rams            | 56        | Bị loại                |
| 11     | Ninjas in Pyjamas   | 54        | Bị loại                |
| 12     | Natus Vincere       | 51        | Bị loại                |
| 13     | Mkers               | 45        | Bị loại                |
| 14     | Heroez              | 44        | Bị loại                |
| 15     | Geekay Esports      | 44        | Bị loại                |
| 16     | Pioneers            | 44        | Bị loại                |
| 17     | Crazy Raccoon       | 41        | Bị loại                |
| 18     | EVOS PREDATOR       | 34        | Bị loại                |
| 19     | TIE                 | 31        | Bị loại                |
| 20     | Weibo Gaming        | 26        | Bị loại                |

## Vòng Chung kết
| Vị trí | Đội                 | Điểm tổng | Trạng thái |
| ------ | ------------------- | --------- | ---------- |
| 1      | Alliance            | 112       | Quán quân  |
| 2      | Team Falcons        | 114       | Á quân     |
| 3      | Luminosity Gaming   | 107       | Hạng 3     |
| 4      | Gaimin Gladiators   | 101       | Hạng 4     |
| 5      | DMS                 | 101       |            |
| 6      | Aurora Gaming       | 95        |            |
| 7      | Team Liquid         | 94        |            |
| 8      | Guild Esports       | 81        |            |
| 9      | Twisted Minds       | 81        |            |
| 10     | EXO Clan            | 80        |            |
| 11     | Elev8 Gaming        | 78        |            |
| 12     | Mizuchi             | 77        |            |
| 13     | FaZe Clan           | 68        |            |
| 14     | Dragons Esports     | 59        |            |
| 15     | LGD Gaming          | 54        |            |
| 16     | E-Xolos LAZER       | 54        |            |
| 17     | Spacestation Gaming | 44        |            |
| 18     | Fnatic              | 42        |            |
| 19     | GHS Professional    | 39        |            |
| 20     | Blacklist Int.      | 34        |            |

## Thứ hạng
| Thứ hạng | Đội tuyển           | Giải thưởng (%) | Giải thưởng (USD) | Điểm EWC |
| -------- | ------------------- | --------------- | ----------------- | -------- |
| 1        | Alliance            | 30%             | $600,000          | 1000     |
| 2        | Team Falcons        | 18,75%          | $375,000          | 600      |
| 3        | Luminosity Gaming   | 10%             | $200,000          | 350      |
| 4        | Gaimin Gladiators   | 6,75%           | $135,000          | 200      |
| 5        | DMS                 | 5%              | $100,000          | 110      |
| 6        | Aurora Gaming       | 4,25%           | $85,000           | 70       |
| 7        | Team Liquid         | 3,5%            | $70,000           | 40       |
| 8        | Twisted Minds       | 2,75%           | $55,000           | 20       |
| 9        | Guild Esports       | 2%              | $40,000           |          |
| 10       | EXO Clan            | 1,525%          | $30,500           |          |
| 11       | Elev8 Gaming        | 1,325%          | $26,500           |          |
| 12       | Mizuchi             | 1,225%          | $24,500           |          |
| 13       | FaZe Clan           | 1,125%          | $22,500           |          |
| 14       | Dragons Esports     | 1,025%          | $20,500           |          |
| 15       | LGD Gaming          | 0,925%          | $18,500           |          |
| 16       | E-Xolos LAZER       | 0,85%           | $17,000           |          |
| 17       | Spacestation Gaming | 0,775%          | $15,500           |          |
| 18       | Fnatic              | 0,7%            | $14,000           |          |
| 19       | GHS Professional    | 0,65%           | $13,000           |          |
| 20       | Blacklist Int.      | 0,6%            | $12,000           |          |
| 21       | TSM                 | 0,55%           | $11,000           |          |
| 22       | NORTHEPTION         | 0,525%          | $10,500           |          |
| 23       | FENNEL              | 0,5%            | $10,000           |          |
| 24       | Virtus.pro          | 0,475%          | $9,500            |          |
| 25       | HAO                 | 0,45%           | $9,000            |          |
| 26       | Disguised           | 0,425%          | $8,500            |          |
| 27       | NRG                 | 0,4%            | $8,000            |          |
| 28       | RED Rams            | 0,375%          | $7,500            |          |
| 29       | Ninjas in Pyjamas   | 0,35%           | $7,000            |          |
| 30       | Natus Vincere       | 0,325%          | $6,500            |          |
| 31       | Mkers               | 0,3%            | $6,000            |          |
| 32       | Heroez              | 0,275%          | $5,500            |          |
| 33       | Geekay Esports      | 0,25%           | $5,000            |          |
| 34       | Pioneers            | 0,225%          | $4,500            |          |
| 35       | Crazy Raccoon       | 0,2%            | $4,000            |          |
| 36       | EVOS PREDATOR       | 0,175%          | $3,500            |          |
| 37       | TIE                 | 0,15%           | $3,000            |          |
| 38       | Weibo Gaming        | 0,125%          | $2,500            |          |
| 39-40    | REJECT WINNITY      | 0,1%            | $2,000            |          |
| 39-40    | RIDDLE              | 0,1%            | $2,000            |          |